# Brigita Bukovecová
Brigita Bukovecová (* 25. května 1970 Lublaň) je bývalá slovinská reprezentantka v běhu na 100 metrů překážek. Závodila v letech 1988 až 1999, byla členkou Olimpije Lublaň, trénoval ji Jure Kastelic.
Její osobní rekord je 12,59 s na 100 m překážek a 7,78 s na 60 m překážek. Získala bronzovou medaili na mistrovství Evropy juniorů v atletice 1989, vyhrála Středomořské hry 1993 a Hry dobré vůle 1994. Na Halovém mistrovství světa 1995 získala bronzovou medaili, na Halovém mistrovství Evropy 1996 obsadila druhé místo, stejně jako na Letních olympijských hrách 1996. Byla čtvrtá na Mistrovství světa v atletice 1997 a na Mistrovství Evropy v atletice 1998 získala stříbro.
V letech 1993, 1995, 1996, 1997 a 1998 byla zvolena slovinskou sportovkyní roku. V roce 1995 získala Bloudkovu cenu a v roce 1996 cenu Slovinka roku.